# Gniezdowo (stacja kolejowa)
Gniezdowo (ros. Станция Гнёздово) – stacja kolejowa w zachodniej Rosji, w obwodzie smoleńskim, w Smoleńsku. Leży na międzynarodowej linii Smoleńsk - Witebsk.

## Geografia
Stacja położona jest 1,7 km od wsi Gniezdowo, przy drodze magistralnej M1 «Białoruś», 1,3 km od drogi federalnej R120 (Orzeł – Briańsk – Smoleńsk – Witebsk).

## Rozkład jazdy
Codziennie kursują pociągi podmiejskie: raz dziennie Gołynki – Smoleńsk, 2 razy dziennie Rudnia – Smoleńsk, 3 razy dziennie Krasnoje – Smoleńsk.

## Historia
Nazwa pochodzi od pobliskiej wsi Gniezdowo. Obecnie tereny, na których położona jest stacja wchodzą w skład Smoleńska.
W 1940 na tej stacji NKWD wysadzało z pociągów polskich oficerów, których następnie transportowano autobusem więziennym na miejsce zbrodni w Lesie Katyńskim.